# Радимец, Либор
Либор Радимец (чеш. Libor Radimec; род. 23 мая 1950 или 22 мая 1950, Острава) — чехословацкий футболист, игравший на позиции защитника. Наиболее известен по выступлениям за клуб «Баник», а также национальную сборную Чехословакии. Трехкратный чемпион Чехословакии, обладатель Кубка Чехословакии. Олимпийский чемпион (1980).

## Клубная карьера
Либор Радимец родился в Остраве, начал заниматься футболом в местном клубе «Витковице». В 1969—1971 годах проходил армейскую службу в команде «Дукла» из города Йиндржихув-Градец. В 1971 году вернулся в клуб «Витковице», в котором играл до 1973 года.
В 1973 году Радимец перешёл в состав остравского футбольного клуба «Баник». В составе «Баника» стал одним из основных игроков защитной линии клуба, стал трёхкратным чемпионом Чехословакии, а в сезоне 1977—1978 годов также обладателем Кубка Чехословакии.
В 1983 году получил разрешение на выступления за рубежом и перебрался в австрийский клуб «Аустрия» из Вены. Однако в составе «Аустрии» не закрепился, сыграв всего в 8 матчах, и по ходу того же футбольного сезона стал игроком другого венского клуба «Ферст Виенна», в составе которого и завершил выступления на футбольных полях в 1985 году.

## Выступления за сборную
В 1980 году дебютировал в составе национальной сборной Чехословакии. В этом же году в составе олимпийской сборной Чехословакии был участником футбольного турнира на Олимпийских играх 1980 года в Москве, где был одним из основных защитников чехословацкой сборной, которая выиграла титул олимпийского чемпиона. В 1982 году Радимец играл в составе сборной на чемпионате мира в Испании, где чехословацкая команда не сумела выйти из группы. В составе сборной играл до 1982 года, провёл в её форме 17 матчей, забив 1 гол.

## Титулы и достижения
«Баник» (Острава)
- Чемпион Чехословакии (3): 1975/1976, 1979/1980, 1980/1981
- Обладатель Кубка Чехословакии (1): 1977/1978

Чехословакия
- Олимпийский чемпион (1): 1980